# 엔도 스미오
엔도 스미오(일본어: 遠藤 純男, 1950년 10월 3일~)는 일본의 유도 선수이다. 1976년 하계 올림픽 헤비급에서 동메달을 획득했다.

## 경력
후쿠시마현 후쿠야마정(현재의 고리야마시의 일부)에서 태어난 엔도는 니혼 대학을 졸업한 후 일본 경시청에 소속되었다. 1972년에 처음으로 국가대표로 발탁되어 1972년과 1973년에 소련 트빌리시에서 열린 국제 유도 대회 2연속 무제한급 우승을 차지했다. 이후 1974년 2월에는 파리 투어에서 동독의 볼프강 추크슈베르트를 꺾으며 헤비급 부문 우승을 차지했다. 같은 해 11월에는 대한민국의 서울에서 열린 1974년 아시아 선수권 대회에 참가하여 헤비급에서 대한민국의 나정득을 꺾고 우승했으며, 무제한급에서는 후지이 쇼조의 뒤를 이어 은메달을 획득했다.
1975년 10월 오스트리아 빈에서 열린 1975년 세계 선수권 대회에서 소련의 세르게이 노비코프를 꺾고 우승했다. 이후 1976년 7월 캐나다 몬트리올에서 열린 1976년 하계 올림픽에 참가했다. 첫 상대인 노비코프에게 패한 그는 패자부활전에 진출하여 조선민주주의인민공화국 박종길, 유고슬라비아의 라도미르 코바체비치를 꺾었으며, 영국의 키스 렘프리에게는 패하며 미국의 앨런 코지와 함께 동메달을 획득했다.
1979년 12월 파리에서 열린 1979년 세계 선수권 대회에서 무제한급에서 소련의 비탈리 쿠즈네초프를 꺾으며 우승을 차지했다. 이후 1981년 전일본 선수권 대회를 마지막으로 현역에서 은퇴했다.
이후 여러 대학 코치를 맡았으며, 2011년에 아키타시에 있는 노스아시아 대학 유도 코치에서 물러난 후 지도자 생활을 마쳤다.